# 指甲油

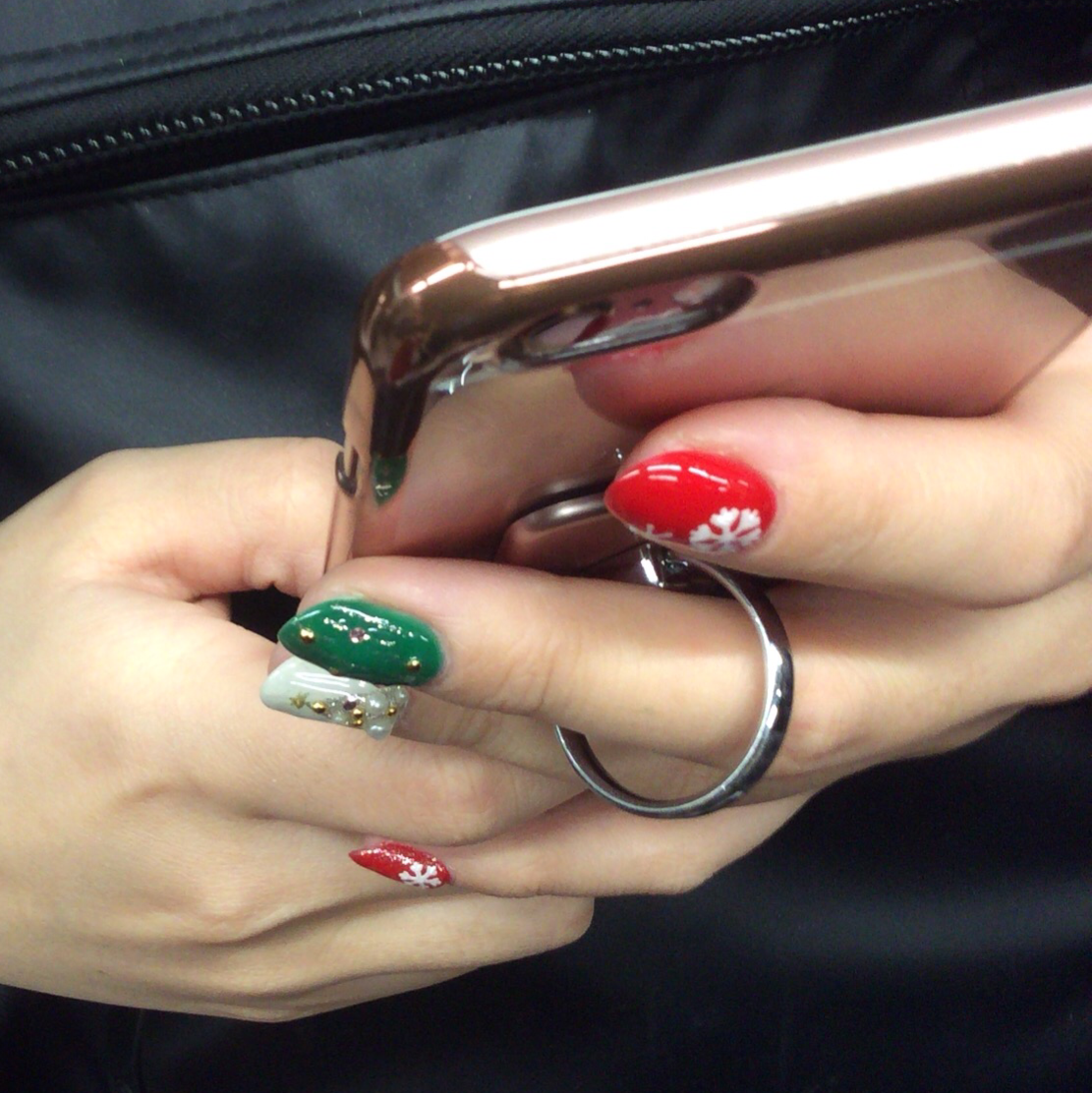
擦了指甲油的手指甲。

指甲油，又称蔻丹，是一种化妝品，用来给手指甲或脚趾甲上色。指甲油容易塗擦，附著力強，耐摩擦，光亮度高，主要用於修飾、美化指甲外觀，同時对质地特别脆弱的指甲也有保护和加强作用。不分性別皆可使用，但大多數使用者為女性。
指甲油的使用方法為，用附带的刷子刷在指甲上，自然干燥或用特制的风干机吹干（因为含有易燃成分，不能用一般的热源烘干）。去除指甲油要使用称为去光水的溶剂，其主要成分为丙酮。
但由於丙酮已經被大多數先進國家禁用, 有註冊的指甲油品牌如今以乙酸乙酯或是乙酸丁酯為主要溶劑。其毒性雖與丙酮相比略小, 卻仍列為腐蝕性物質第二級。

## 成份

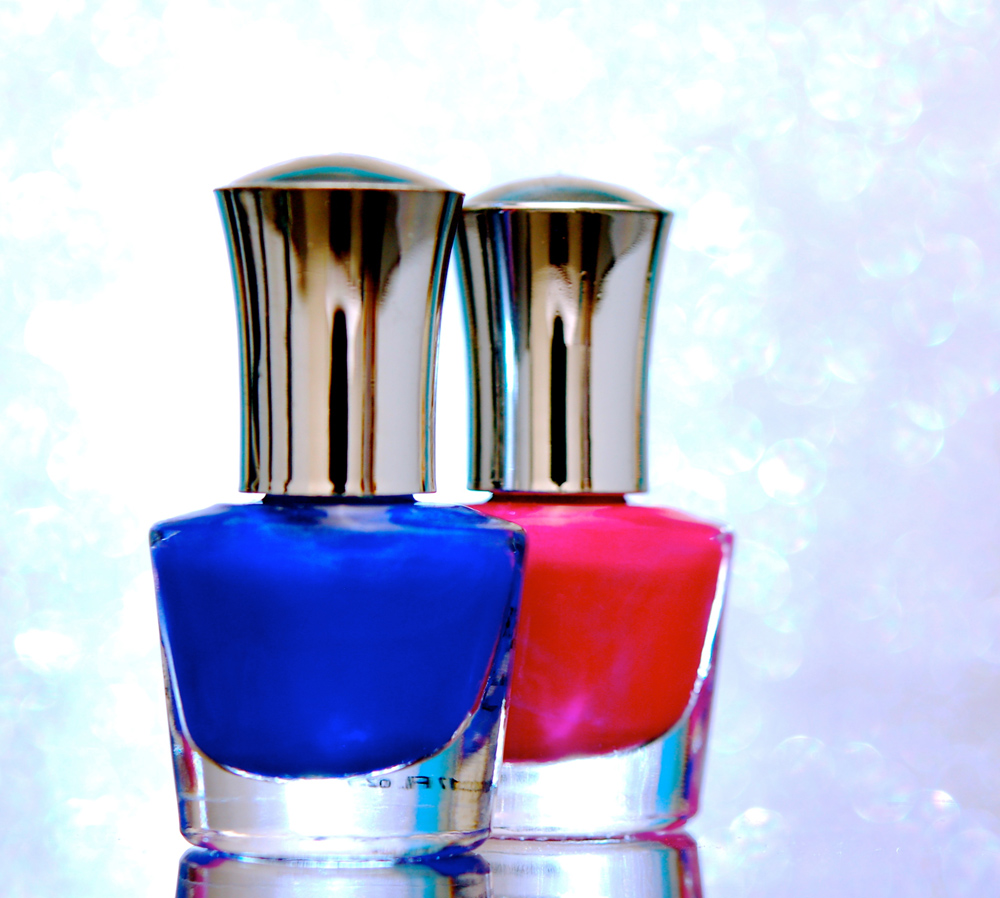
一瓶紅色指甲油和一瓶藍色指甲油。

主要成分是溶解于易挥发的有机溶剂中的色素和硝化纤维或使用更昂貴的CAB－乙酸丁酸纖維素。很多成分有刺激性或弱致癌性，使用时要注意通风，避免吸入。
常伴有一股刺鼻的味道，具有挥发性，挥发性溶劑如乙酸乙酯或乙酸丁酯一般占70%—80%，其中含有少量的纤维素和油脂溶剂，同时还含有樟脑、钛白粉和颜料。
其可能造成的危害包括：
- 指甲油含有刺激性的味道，长期会影响呼吸系统。
- 指甲油具有挥发性，不得在有比人或有过敏病史的人前使用。
- 指甲油中含有致癌的物质。
- 长期涂指甲油会使自己的指甲变黄，并且破坏指甲的结构。出现疼痛感。
- 指甲油会吸收人体的营养物质。[來源請求]

## 传统指甲染色
東亞：采取凤仙花花瓣，加上明矾捣烂，敷在指甲上几个小时到隔夜，可以把指甲染成粉红到鲜红色。

## 另見
- 指甲彩繪